# Tadeusz Soroka
Tadeusz Soroka (ur. 5 maja 1952 w Gołdapi) – polski polityk, menedżer i urzędnik państwowy, doktor nauk ekonomicznych, w latach 1995–1996 wiceminister przemysłu i handlu, w latach 2003–2005 wiceminister Skarbu Państwa.

## Życiorys
W 1979 roku ukończył studia z organizacji przemysłu na Wydziale Organizacji Produkcji Politechniki Śląskiej, a w 1984 – Międzywojewódzką Szkołę Partyjną przy KW PZPR w Katowicach. Został absolwentem studiów podyplomowych z zarządzania biznesem w Paryżu (1991) oraz ubezpieczeń i bankowości na Politechnice Wrocławskiej (2001). W 2012 obronił na Politechnice Śląskiej pracę doktorską z zakresu ekonomii (specjalność nauki o zarządzaniu) pt. Zarządzanie rynkiem ekonomicznym warunkiem wzrostu konkurencyjności polskich przedsiębiorstw. Został pracownikiem naukowym  Wyższej Szkoły Zarządzania Ochroną Pracy w Katowicach.
Po studiach pracował jako główny specjalista ds. organizacji w Przedsiębiorstwie Robót Zmechanizowanych i Montażowych w Bytomiu. W 1978 wstąpił do Polskiej Zjednoczonej Partii Robotniczej, w latach 1981–1984 był członkiem KW PZPR w Katowicach, a od 1984 do 1988 sekretarzem ekonomicznym Komitetu Miejskiego PZPR w Bytomiu. Pracował następnie na stanowiskach menedżerskich: od 1988 do 1992 prezes zarządu w Krajowym Przedsiębiorstwie „Geneza” S.A., od 1992 do 1993 dyrektor handlowy w Agrohansie Śląsk, od 1993 do 1995 wiceprezes ds. strategii i rozwoju zarządu Huty Małapanew w Ozimku. Od 30 marca 1995 do 31 grudnia 1996 sprawował funkcję podsekretarza stanu w Ministerstwie Przemysłu i Handlu, następnie do 1998 pozostawał prezesem Agencji Techniki i Technologii. W latach 1998–1999 piastował funkcję prezesa zarządu Huty Małapanew, potem do 2001 prezesa zarządu Daewoo Towarzystwa Ubezpieczeniowego i od 2002 do 2003 wiceprezesa Przedsiębiorstwa Eksportu i Importu KOPEX S.A. w Katowicach. Zasiadał także w radach nadzorczych m.in. Daewoo FSO, Rafinerii Gdańskiej i Agencji Rozwoju Przemysłu oraz był prezesem śląskiego oddziału Polskiej Fundacji Promocji Kadr w Bytomiu i przewodniczącym rady polsko-japońskiej fundacji Polskie Centrum Produktywności w Warszawie. Został członkiem Sojuszu Lewicy Demokratycznej. Od 5 maja 2003 do 15 lutego 2005 pełnił funkcję podsekretarza stanu w Ministerstwie Skarbu Państwa, odpowiedzialnego za nadzór właścicielski. W 2005 był wiceprzewodniczącym rady nadzorczej PGNiG.

## Życie prywatne
Żonaty, ma dwoje dzieci.